# Reketyefalva
Reketyefalva (románul: Răchitova) falu Romániában, Erdélyben, Hunyad megyében.

## Fekvése
Hátszegtől húsz kilométerre nyugatra, a Ruszka-havasban, az Erdőhátság nevű néprajzi tájon fekszik. Völgytalpi falu, házai patakja és annak mellékpatakjai mentén sorakoznak.

## Nevének eredete
Magyar neve a szláv eredetű, 'kecskefűz' jelentésű ómagyar reketye szóból származik, míg román neve szláv névadású (a román răchită ugyanazt jelenti). 1360-ban Reketya, Rekethya, 1600-ban Rekettyefalva, 1733-ban Rekitova néven említették.

## Története
1360-ban az erdélyi vajda érdemeikért a reketyei birtokot, földesúri tulajdonként a demsusi Mizsin kenéz fiainak, Stojannak és Bojannak adományozta. Később az ő utódaik, a Musinai család birtokolta, 1516-ban pedig, kihalásuk után, házasság révén szállt a Cserményiekre. A középkori templom romjainak kutatása során művészileg igényes, a 15. század első felére datált freskótöredékekre bukkantak. A kicsiny templomot 1888-ban, az új, nagyobb templom felépítése után hagyták sorsára. A Chilii ('cellák') határrészben pedig 17. századi remetekolostor nyomait tárták föl. 1921 után határában a Lónyay-uradalomból 2387 kataszteri hold legelőt, ezer hold erdőt és 111 hold kaszálót sajátítottak ki a község részére. 1950-ben Alsónyiresfalva községhez csatolták Nyegojlunka települést, Alsónyiresfalvától viszont Reketyefalvához került Mesztákon.
1850-ben 1033 görögkatolikus vallású lakosából 1004 volt román és 29 cigány nemzetiségű.
2002-ben 551 román nemzetiségű lakója volt, közülük 408 ortodox, 127 baptista és 15 pünkösdista vallású.

## Látnivalók
- A falutól délre emelkedő dombon középkori őr- vagy lakótorony romjai állnak. A négyzet alapú, négyemeletes építménybe római kori téglákat is beépítettek. Északi oldalát egy földrengés elpusztította. Építésének kora ismeretlen, és csak sejthető, hogy a Musinai család építhette.

## Képek

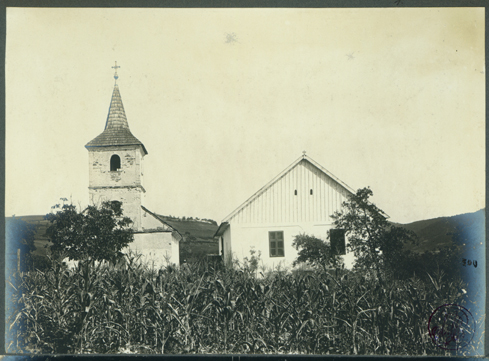
Görögkatolikus templom (Adler Lipót felvétele a 20. sz. elején